# Салиньяк-сюр-Шарант
Салинья́к-сюр-Шара́нт (фр. Salignac-sur-Charente) — коммуна во Франции, находится в регионе Пуату — Шаранта. Департамент коммуны — Шаранта Приморская. Входит в состав кантона Пон. Округ коммуны — Сент.
Код INSEE коммуны — 17418.

## Население
Население коммуны на 2010 год составляло 622 человека.
| 1962 | 1968 | 1975 | 1982 | 1990 | 1999 | 2010 |
| ---- | ---- | ---- | ---- | ---- | ---- | ---- |
| 562  | 542  | 494  | 485  | 504  | 545  | 622  |

## История
Коммуна была отделена от города Периньяк в 1876 году .
Салиньяк-сюр-Шарант до 16 мая 1952 года назывался Салиньяк-де-Понс. 